# 左冠明
左冠明（義大利語：Stefano Zacchetti，1968年1月—2020年4月29日），男，意大利佛教研究学者，牛津大学贝利奥尔学院研究员。

## 生平
1968年生于意大利。1986年进入威尼斯大学，学习汉语、梵语和东亚文化。1990年至1992年在中国四川大学留学。1999年获哲學博士学位，后在帕多瓦大學教授汉学。2001年前往日本創價大學国际佛教学高等研究所，担任副教授。2005年至2012年在母校威尼斯大学工作。2011年在美国加利福尼亞大學柏克萊分校担任访问学者。2012年受聘为英国牛津大学沼田恵範佛教学讲座教授、牛津大学贝利奥尔学院研究员。2020年4月29日逝世，享年52岁。